# Tramwaje w Brnie
Tramwaje w Brnie – system tramwajowy funkcjonujący w drugim co do wielkości czeskim mieście, Brnie. System obsługiwany jest przez Dopravní podnik města Brna (DPMB, pol. Przedsiębiorstwo Transportowe Miasta Brna). Tramwaje są jednym z trzech, obok autobusów i trolejbusów, rodzajów komunikacji miejskiej w Brnie.
DPMB obsługuje przewozy tramwajowe na 70,4 km torowisk, po których kursuje jedenaście linii (tylko dzienne) oznaczonych numerami od 1 do 6 i od 8 do 12. Linie obsługiwane są przez 292 wozy tramwajowe, w tym 131 niskopodłogowe. Brneńska sieć tramwajowa jest pod względem długości torowisk druga w Czechach (po praskiej), a pod względem liczby i długości linii – trzecia (po praskiej i ostrawskiej).
W brneńskiej gwarze, hantecu, tramwaje określane są słowem šalina (od niemieckiego: (elektri)sche linie).

## Historia
Jeżeli nie podano inaczej, nazwy ulic i placów w tekście odnoszą się do czasów współczesnych

### Tramwaje konne

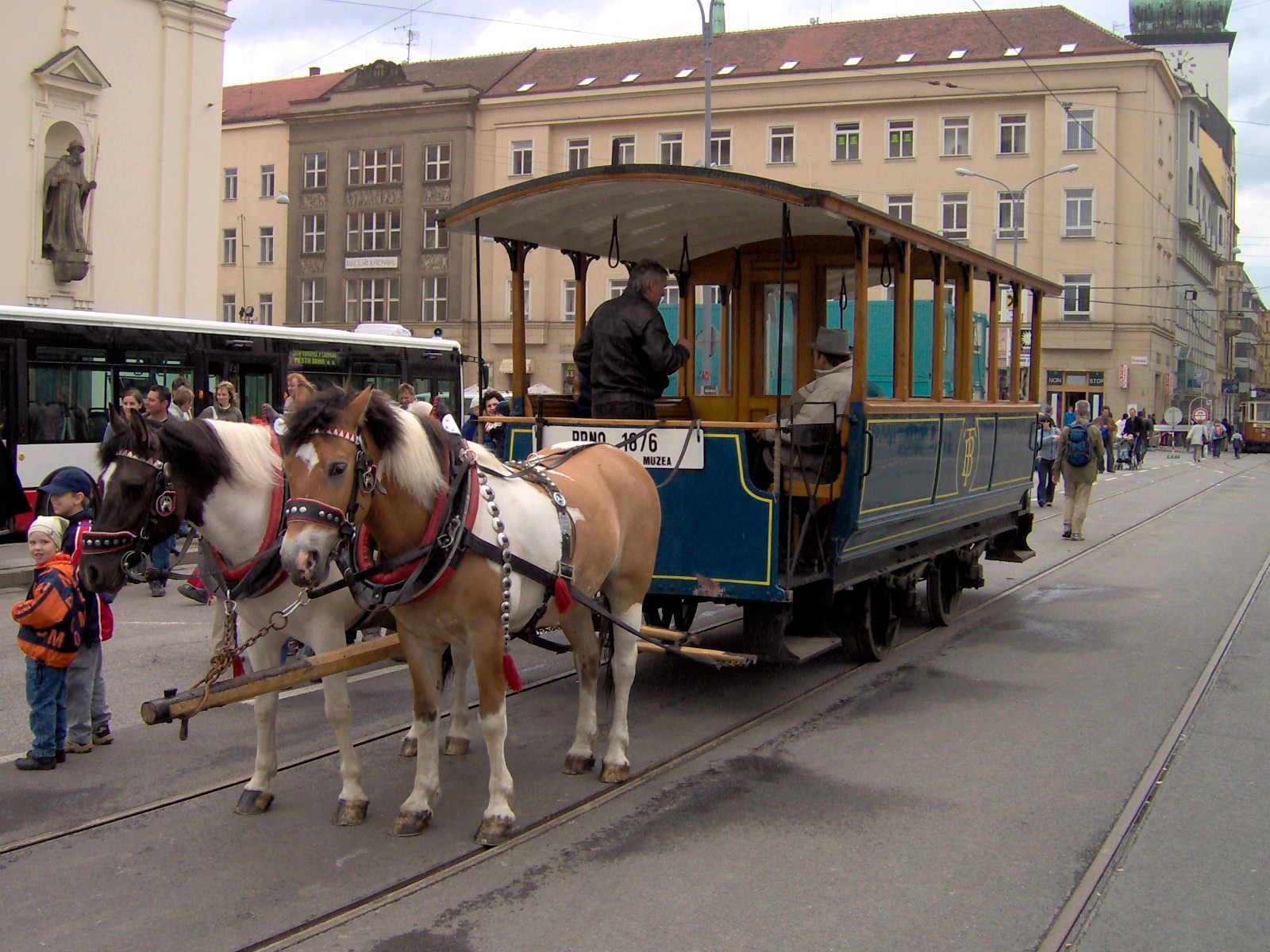
Oryginalny brneński tramwaj konny

17 sierpnia 1869 Brno stało się trzecim miastem Austro-Węgier i pierwszym na ziemiach czeskich, w którym uruchomiono tramwaje konne. Pierwsza linia wiodła z pl. Morawskiego (Moravské nám.) do budynku Semilassa (przy skrzyżowaniu ul. Palackiego i Kosmasa) w wówczas odrębnym mieście Královo Pole (dzielnica Brna od 1919). Operatorem sieci była spółka Brünner Tramway Gesellschaft für Personen und Frachtenverkehr (pol. Brneńska Spółka Tramwajowa dla Transportu Osobowego i Towarowego). Początkowo spółka dysponowała sześcioma wozami, potem zakupiono kolejne pięćdziesiąt trzy osobowe i dziesięć towarowych.
Sieć tramwajowa była rozbudowywana. Utworzono linie przez ul. J. Husa (Husova) do pl. T. Šilingra (Šilingrovo nám.), z pl. Morawskiego (Moravské nám.) przez dworzec główny i pl. G. Mendla (Mendlovo nám.) do Pisárek, na ul. Cejl, a także linię towarową z dworca głównego na dworzec dolny (Brno dolní nádraží). W 1870 łączna długość linii wynosiła 14,15 km. Zajezdnie powstały w dzielnicy Královo Pole, Pisárkach oraz na ul. Mareša (Marešova) w centrum miasta.
Nowy środek transportu został entuzjastycznie przywitany przez mieszkańców miasta, jednak po kilku latach liczba pasażerów tramwajów zaczęła się zmniejszać i jesienią 1874 z powodu nierentowności zlikwidowano je.
Po likwidacji brneńskich tramwajów, zainteresowanie prowadzeniem działalności w stolicy Moraw wykazywał dyrektor praskiej spółki tramwajowej, Bernhard Kollmann. Doszedł on do porozumienia z radnymi i pod szyldem Brünner Tramway-Unternehmung (pol. Brneńskie Przedsiębiorstwo Tramwajowe) 4 czerwca 1876 ponownie rozpoczął eksploatację tramwajów konnych (z własnym taborem): najpierw z dworca głównego do Pisárek, a następnie także do Semilassa w dzielnicy Královo Pole (po trasie identycznej, jak przed 1876 r.). Tramwaje jeździły tylko w okresie letnim, dzięki czemu możliwa była obsługa linii trzynastoma otwartymi („letnimi”) wozami.
Podobnie jak przed kilku laty, historia tramwajów konnych zakończyła się bardzo szybko – po czterech latach, 3 października 1880, zlikwidowano je z powodu nierentowności.

### Tramwaje parowe

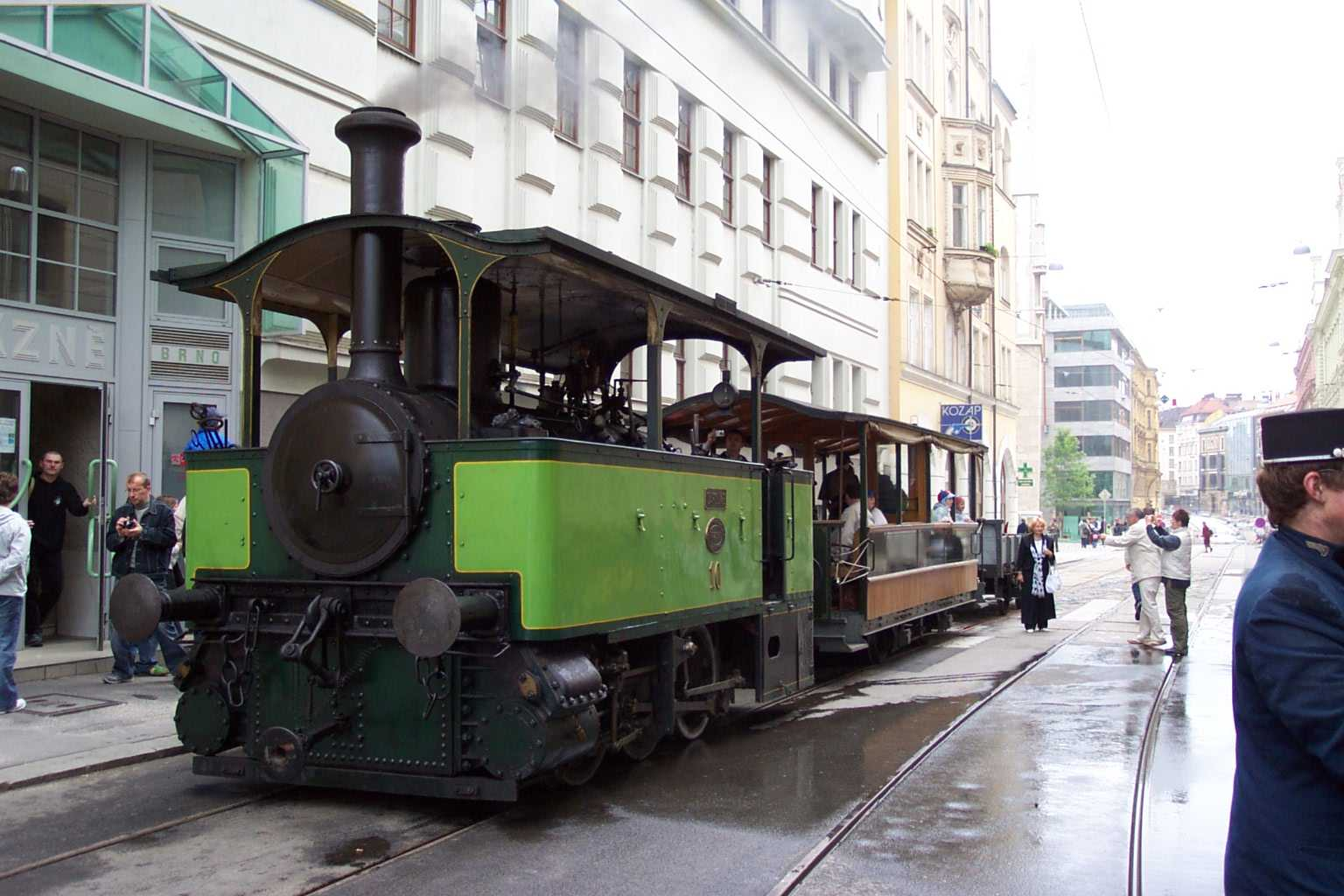
Zabytkowy tramwaj parowy na ul. Rašina, ciągnięty przez lokomotywę Caroline

Pierwsze dyskusje na temat wprowadzenia w Brnie tramwajów parowych odbyły się w 1879 r., uznano jednak, że nawierzchnia kolejowa jest nieodpowiednia dla ciężkich lokomotyw.
Do koncepcji tramwajów parowych powrócono w 1881 r., kiedy miasto zaczęło szukać nowego operatora sieci tramwajowej, którą zamierzano ponownie uruchomić. Do najważniejszych kandydatów należał Wilhelm von Lindheim, budowniczy kolei miejskich w całej monarchii austro-węgierskiej, a zarazem zwolennik trakcji parowej. Negocjacje z władzami miejskimi trwały trzy lata i zakończyły się dopiero na początku 1884.
Torowiska wybudowano w bardzo krótkim czasie i 31 maja 1884 otwarto pierwszą linię, wiodącą z Pisárek do Králova Pole (podobnie jak tramwaje konne). W tym samym roku oddano do użytku odnogę tej linii z ul. św. Wacława (Vaclavská) do Cmentarza Centralnego (Ustřední hřbitov) w południowej dzielnicy Štýřice. Sieć tramwajowa składała się także z krótkich odnóg do pobliskich zakładów przemysłowych.
Przez pierwsze dwa lata przedsiębiorstwo Lindheima, operator brneńskiej sieci tramwajowej, nosiło nazwę Brünner Dampf-Tramway (pol. Brneńskie Tramwaje Parowe), zmienioną później na Brünner Local Eisenbahn Gesellschaft (BLEG, pol. Brneńska Spółka Kolei Miejskiej). W przeciwieństwie do konnych, tramwaje parowe nie miały problemu z rentownością. Tabor składał się z piętnastu lokomotyw i trzydziestu jeden wagonów doczepnych (osiem z nich pochodziło z tramwajów konnych).
W 1898 r. brneńskie tramwaje przejęła Oesterreichische Union Elektrizitäts – Gesellschaft z Wiednia, która po podpisaniu umowy z miastem rozpoczęła elektryfikację sieci. W ruchu pasażerskim eksploatację tramwajów parowych zakończono 21 czerwca 1900, jednak w ruchu towarowym pozostały one aż do I wojny światowej (w 1914 wycofano z regularnej eksploatacji ostatnią lokomotywę parową – Caroline).

### Początki tramwajów elektrycznych

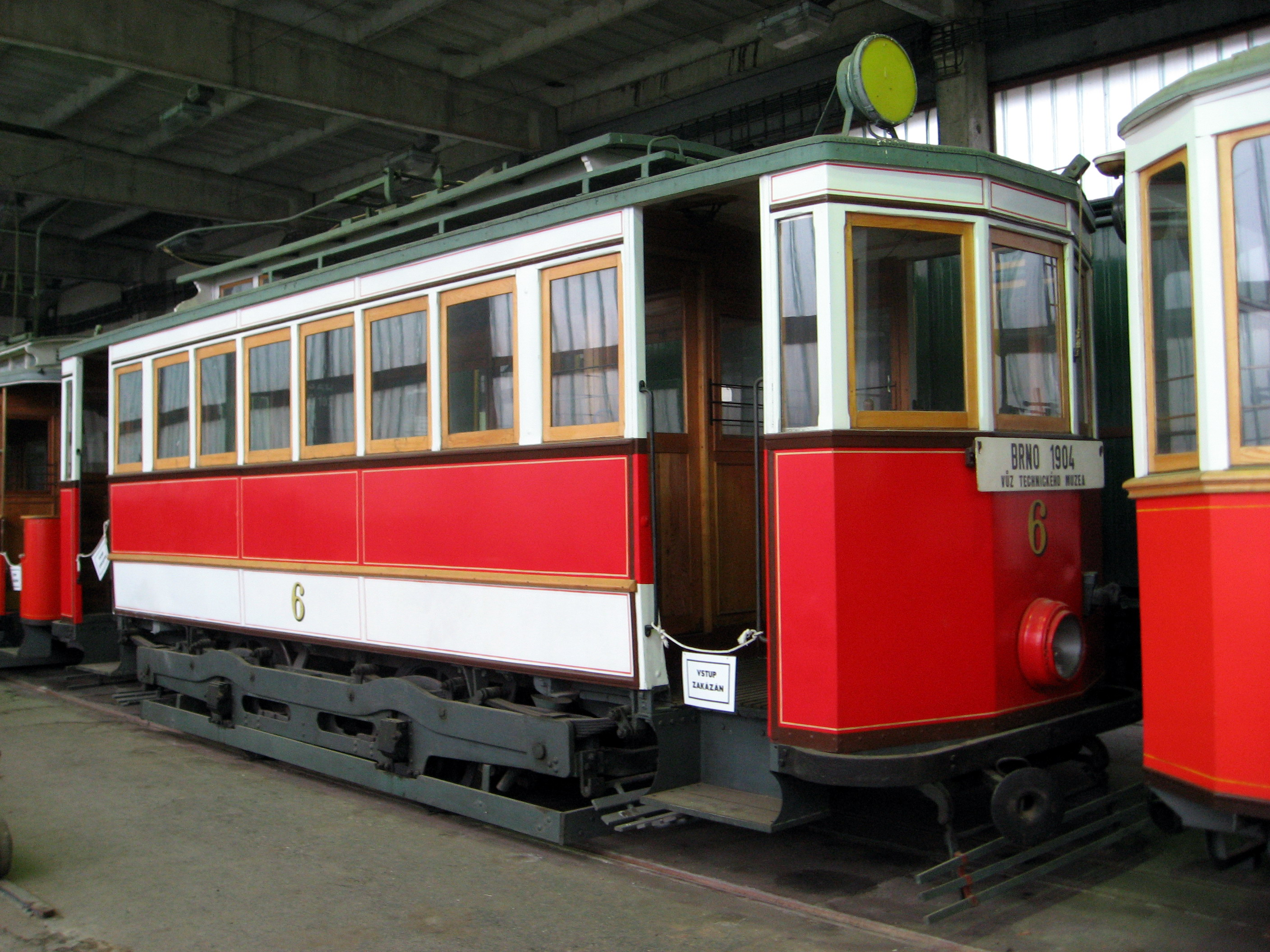
Brneński tramwaj elektryczny z 1904 w zbiorach Muzeum Technicznego

Na ulice Brna tramwaje elektryczne wyjechały po raz pierwszy 21 czerwca 1900 na zelektryfikowane trasy tramwajów parowych (Pisárki – Královo Pole i ul. św. Wacława – Cmentarz Centralny); były to tramwaje nr 1–41 wyprodukowane w zakładach w Grazu. Stolica Moraw nie była prekursorem tego środka transportu – wcześniej elektryczne tramwaje jeździły już w Pradze, Libercu, Cieplicach, Pilźnie, Uściu nad Łabą i Ołomuńcu.
Elektryfikacji brneńskich tramwajów dokonała Oesterreichische Union Elektrizitäts – Gesellschaft (pol. Austriacka Spółka Elektryczna Union), natomiast w 1900 operatorem sieci stała się Gesellschaft der Brünner Elektrischen Strassenbahnen (GBES, pol. Spółka Brneńskich Elektrycznych Kolei Miejskich), dysponująca czterdziestoma jeden wozami silnikowymi i czterdziestoma jeden doczepnymi (z tego dwadzieścia jeden pochodziło z tramwajów parowych).
Po elektryfikacji tramwaje dotarły do kolejnych dzielnic miasta: Veveří, Zábrdovic i Komárova. W 1903 istniało pięć linii. W następnych latach nie było już tak wielkich inwestycji, dokonano jedynie kilku niewielkich zmian w sieci (m.in. przedłużenie trasy w Komarowie).
W 1914 pogorszyła się sytuacja finansowa GBES i brneńskie tramwaje przejęła Österreichische Elektrizitäts Lieferungs Aktiengesellschaft. I wojna światowa zatrzymała rozwój sieci tramwajowej (zbudowano jedynie torowisko na ul. Veveří do szpitala wojskowego).

### Okres międzywojenny i II wojna światowa

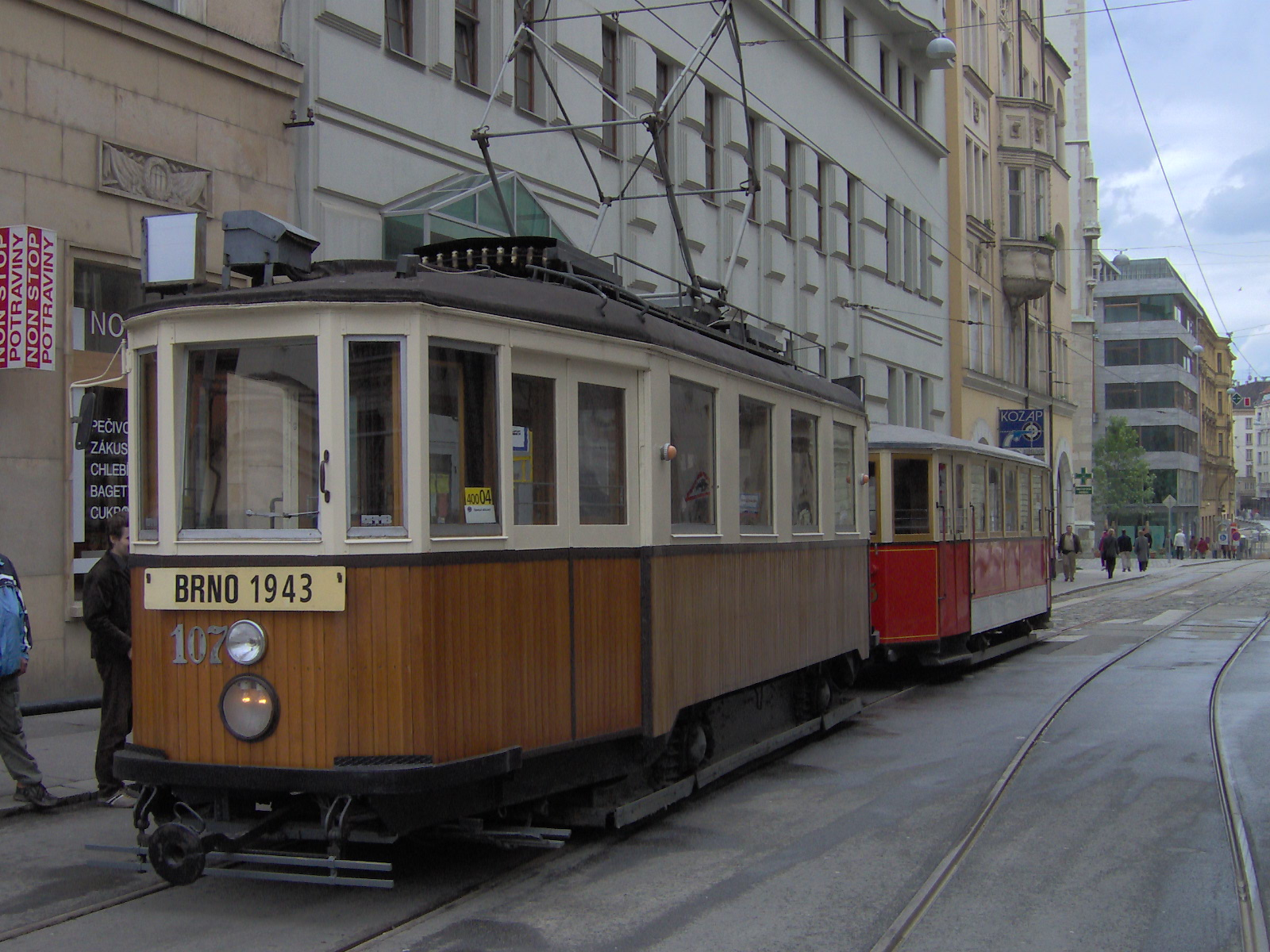
Zabytkowe wozy tramwajowe z lat 40. na ul. Rašina (Rašinova)

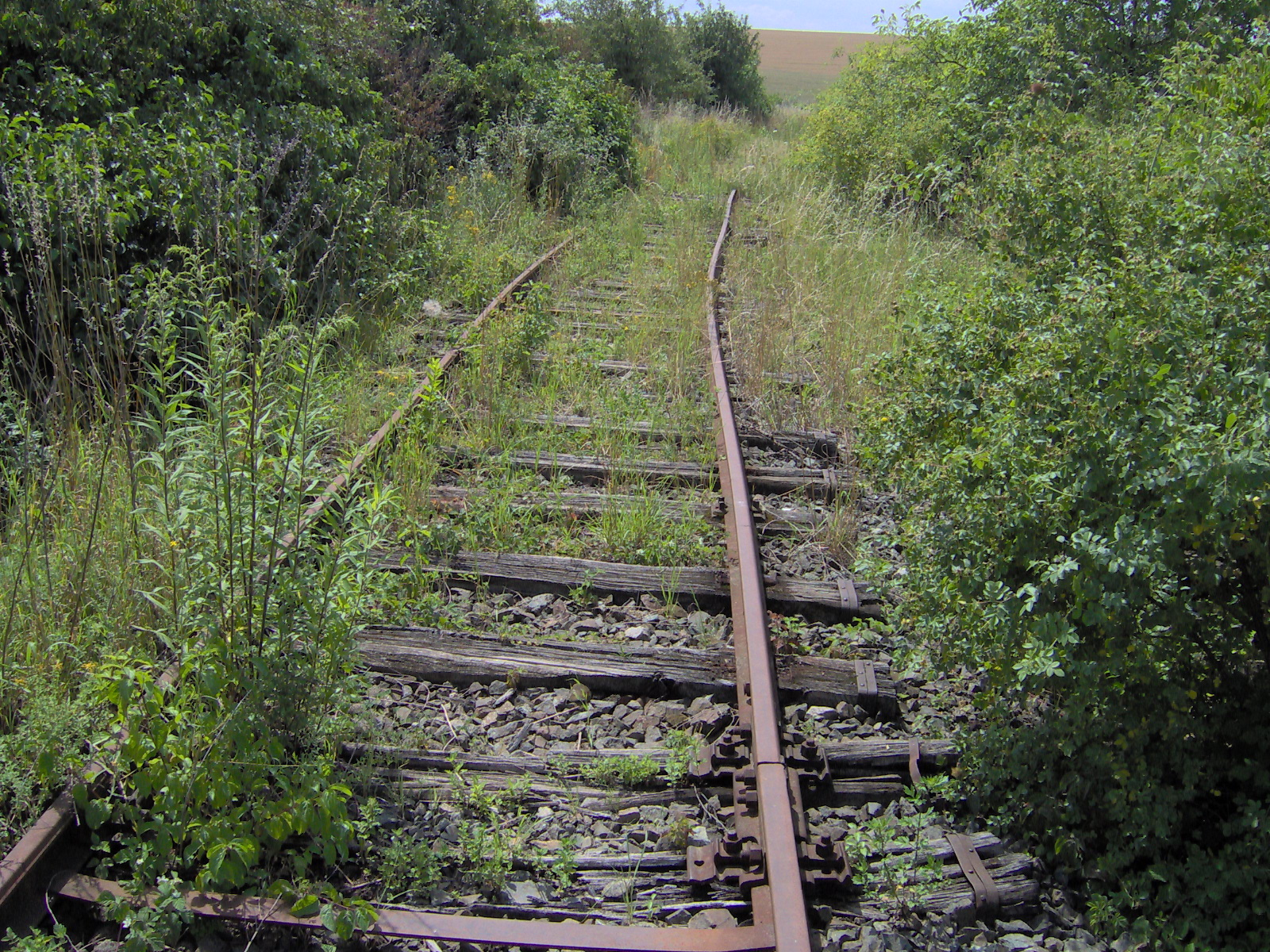
Pozostałości po linii tramwajowej Černovice – Líšeň na odcinku za Strańską Skałą

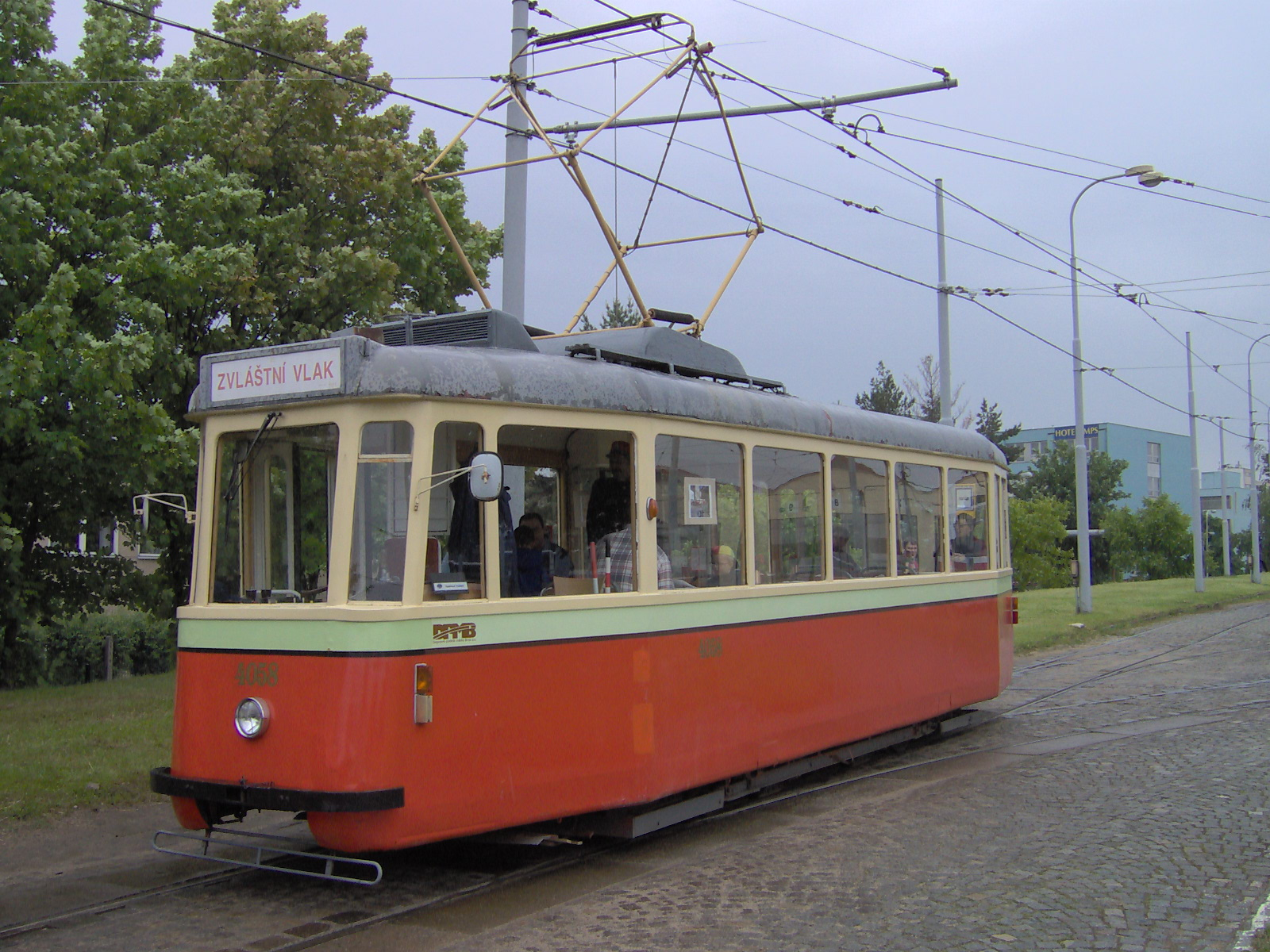
Muzealny tramwaj typu 4MT w zajezdni Medlanky

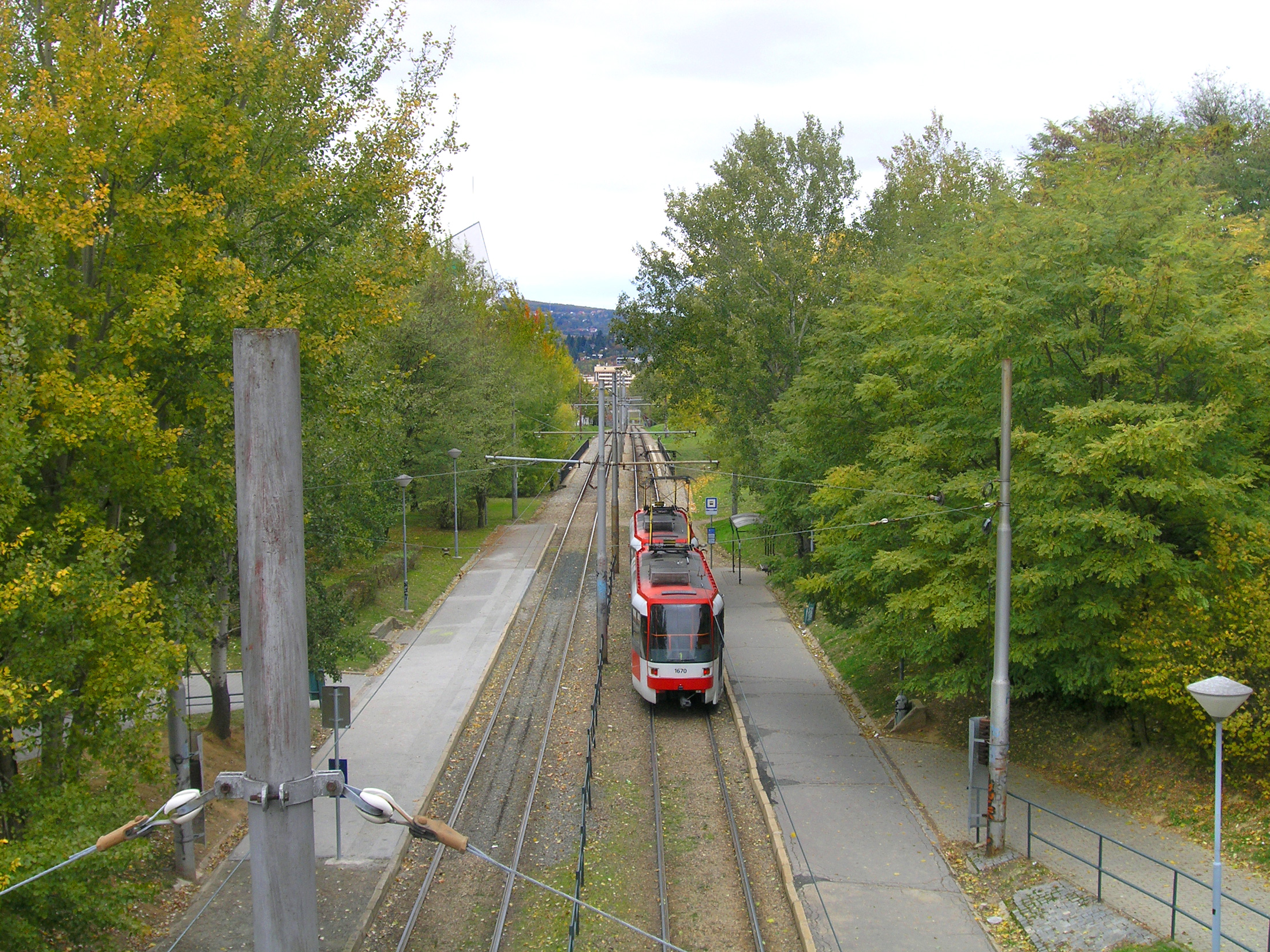
Trasa szybkiego tramwaju w dzielnicy Bystrc (przystanek Kubíčkova)

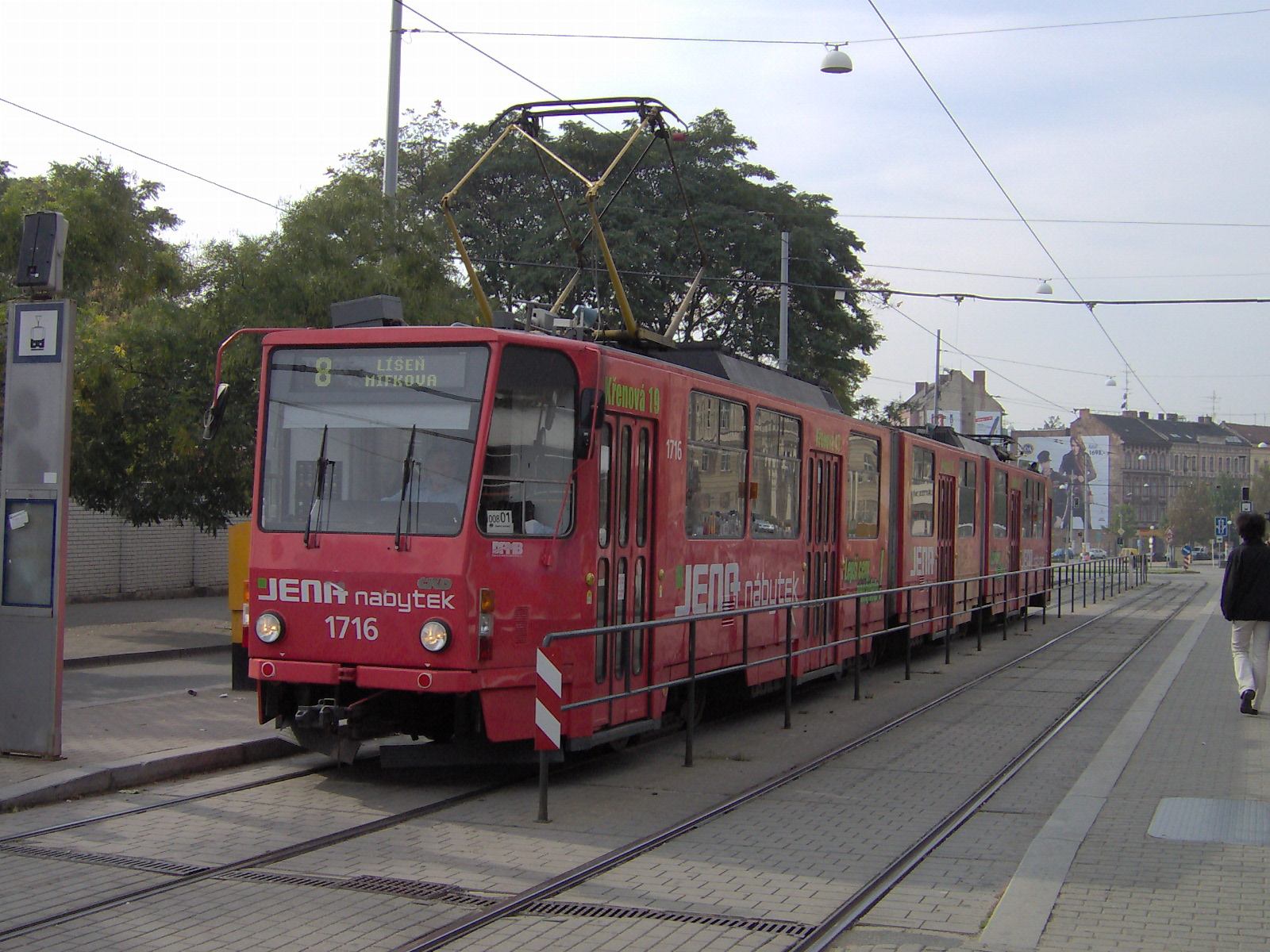
Tramwaj Tatra KT8D5 na ul. Dworcowej (przystanek Nové sady)

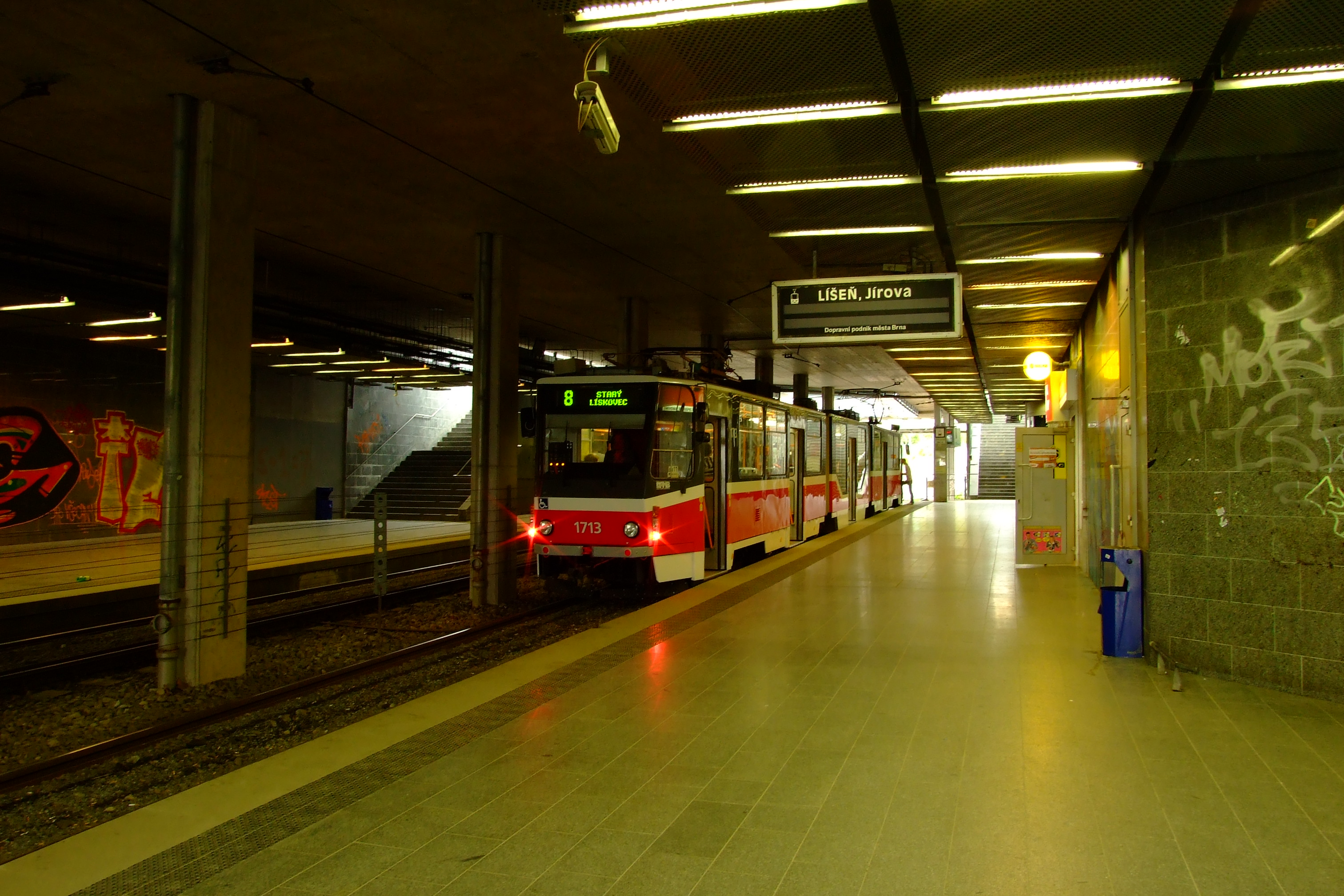
Podziemna stacja szybkiego tramwaju Líšeň, Jírova

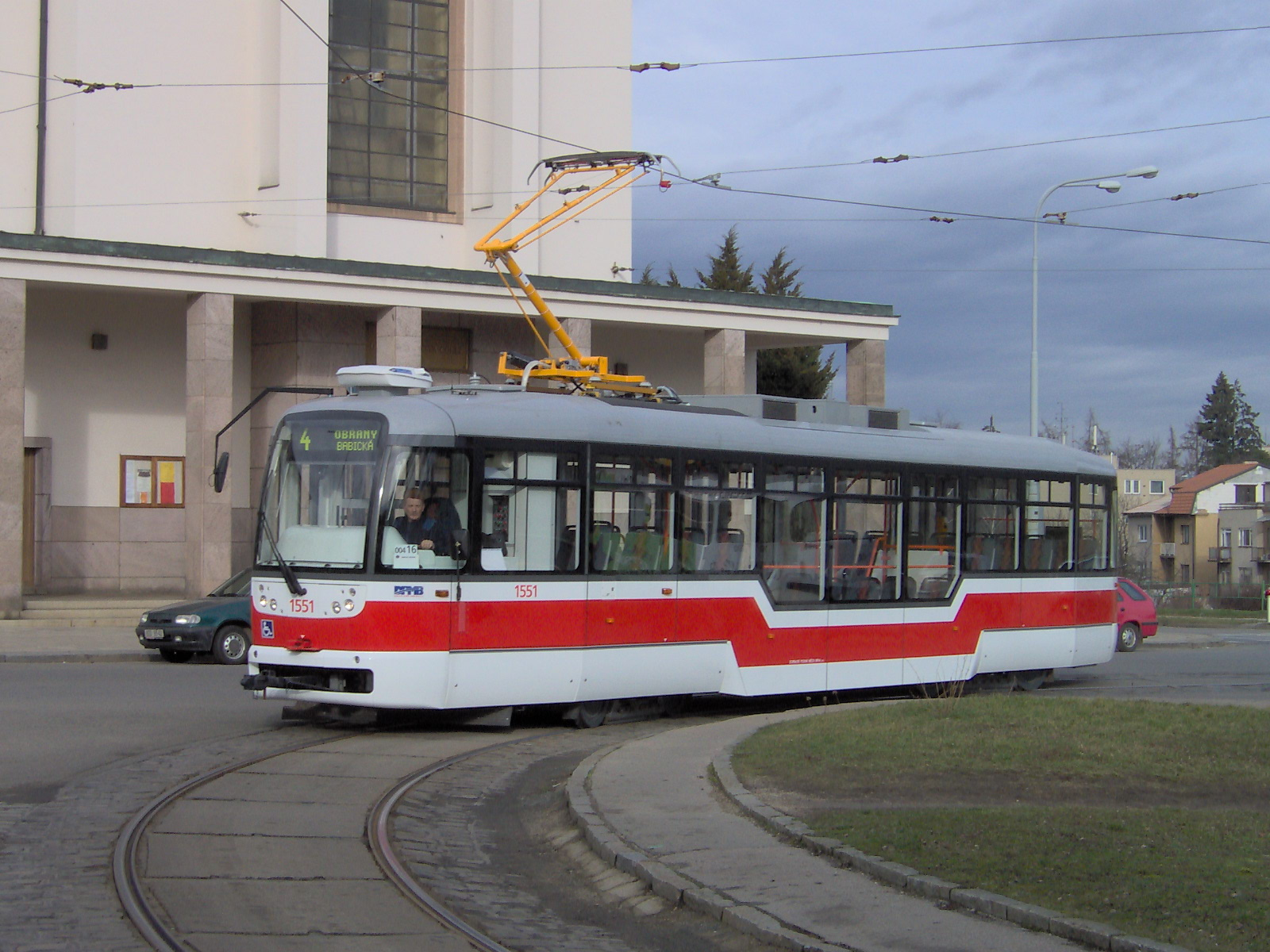
Vario LF na pl. Pokoju (Náměstí Míru)

Po powstaniu Czechosłowacji w 1918 i zmianie przynależności państwowej Brna operatorem sieci stała się Společnost brněnských pouličních drah (pol. Spółka Brneńskich Linii Tramwajowych). Jej głównym zadaniem było polepszenie stanu sieci tramwajowej o długości 23 km, zaniedbywanej przez lata I wojny światowej. W nowych barwach rozpoczęły się czasy bardzo szybkiego rozwoju tramwajów w Brnie. Od 1924 zaczęto budować nowe trasy, m.in. do Žabovřesk, Židenic, Obřan i Řečkovic. Oddano także do użytku nową zajezdnię w Husovicach (obecnie trolejbusowa). Pod koniec lat 30. na wszystkich istniejących trasach dodano drugi tor, zwiększając tym samym możliwości przewozowe. W 1938 w Brnie istniało osiem linii tramwajowych.
Dalszy rozwój sieci tramwajowej nastąpił w latach 40. Zbudowane kolejne trasy, m.in. przez ul. J. Husa (Husova), u podnóża wzgórza z katedrą śś. Piotra i Pawła, i do Czarnych Pól. W 1942 r. zbudowano lokalną linię kolejową Černovice – Líšeň, która po pół roku została przebudowana na linię tramwajową. Łączna długość linii tramwajowych wyniosła 74,6 km.
W 1944 Brno było dwukrotnie bombardowane przez lotnictwo amerykańskie, zniszczeniom miasto uległo także w 1945, kiedy wkroczyła Armia Czerwona. Uszkodzone zostało ok. 60% sieci tramwajowej.

### Okres powojenny
Po wojnie przystąpiono do odbudowy zniszczonej w 60% sieci tramwajowej. Konieczny był remont spalonej zajezdni w Pisarkach oraz naprawa wagonów tramwajowych i sieci trakcyjnej. W wywożeniu gruzu i przewozach specjalnych wykorzystano XIX-wieczną lokomotywę parową Caroline.
W 1947 oddano do użytku pierwszą powojenną trasę tramwajową – do północno-zachodniej dzielnicy Komín. W latach 1953–1954 zlikwidowano starą zajezdnię w dzielnicy Královo Pole (w jej miejscu powstała podstacja elektryczna), rozpoczynając zarazem budowę nowoczesnej zajezdni Medlánky w północnej części Králova Pole. W 1964 r. zlikwidowano odcinek linii tramwajowej Černovice – Líšeň od Stranskiej Skały do Líšnia. Dwa lata później w dzielnicy Pisárky otwarto nowy most, na który przełożono linię tramwajową z pl. G. Mendla do terenów wystawienniczych Targów Brneńskich. 31 marca 1967 wycofano tramwaje z ruchu towarowego. W roku 1968 istniało w Brnie siedemnaście linii tramwajowych o łącznej długości 157,7 km.
Na początku lat 50. dodano ostatnie tramwaje dwuosiowe – 4MT z miejscowych Zakładów Kralowopolskich (Královopolská strojírna, KPS). W 1958 tabor został uzupełniony przez szybkobieżne, czteroosiowe tramwaje Tatra T2, a następnie Tatra T3 (T1 w Brnie nigdy nie jeździły). W 1967 na ulicach miasta pojawiły się przegubowe Tatry K2.
Od końca lat 60. zaczęto budować linie szybkiego tramwaju, wiodące na nowe wielkopłytowe osiedla mieszkaniowe, w dzielnicach Líšeň, Bystrc, Juliánov, Lesná, Bohunice i Starý Liskovec. Pierwszą z nich był odcinek z Komína do Bystrca, oddany do użytku w 1969. W 1971 zakończono eksploatację tramwajów w zajezdni Husovice, którą przerobiono na zajezdnię trolejbusową. Od 1977 brneńskie tramwaje (linia nr 2) dotarły do miasteczka Modřice, graniczącego z Brnem od południa. Z kolei w połowie lat 80. skrócono trasę w Židenicach do pętli Stará Osada. Na przełomie lat 80. i 90. przedłużono trasę szybkiego tramwaju w dzielnicy Líšeň, budując podziemny przystanek Líšeň, Jírova (wzorowany na stacjach metra). W 1978 rozpoczęto także budowę tunelu tramwajowego o długości 650 m pod wzgórzem Szpilberk, jednak już po roku (prawdopodobnie z powodu niestabilności terenu i zagrożenia dla okolicznych budynków) ją przerwano.
W 1974 ostatecznie wycofano tramwaje dwuosiowe, odtąd jeździły już tylko szybkobieżne. W 1978 zaczęto łączyć we wspólne składy Tatry T2 i T3, jednak wyposażenie elektryczne T2 nie było kompatybilne z wyposażeniem elektrycznym T3. Z tego powodu większość modeli T2 przerobiono na T2R. Niejednokrotnie podczas remontów starsza Tatra T2 otrzymywała wygląd T3, przez co wyglądała na model o wiele nowocześniejszy. W 1986 na ulicach Brna pojawiły się trójczłonowe Tatry KT8D5, kolejne zakupiono w roku 1990.

### Historia najnowsza
W 1994 zbudowano torowisko tramwajowe na ul. Renneskiej (Renneská) i Nowe Sady (Nové sady), dzięki czemu skrócił się czas przejazdu z centrum miasta do Starego Liskowca i Bohunic (z pominięciem dzielnicy Stare Brno).
Wraz z wprowadzeniem od 1 stycznia 1995 nowego systemu taryfowego, we wrześniu tego roku doszło do reorganizacji komunikacji miejskiej w Brnie – wyłączono autobusy ze ścisłego centrum, uruchomiono nowe (głównie półokrężne) linie trolejbusowe, a liczba linii tramwajowych spadła z dwudziestu dwóch do trzynastu.
W 1999 zlikwidowano trasę tramwajową przez ul. T. Masaryka (Masarykova), A. Rašina (Rašinova) oraz pl. Wolności (Nám. Svobody) – serce brneńskiego Starego Miasta. Tramwaje powróciły tam w roku 2006 (od października linia historyczna, a od 1 listopada regularne kursy linii nr 4, 5, 6, 12 i 13). Kolejną zmianą było przedłużenie trasy szybkiego tramwaju w dzielnicy Líšeň z podziemnej stacji Líšeň, Jírova do przystanku Líšeň, Mifkova. Jest to jedyne zakończenie linii nie mające postaci pętli. W maju 2008 przedłużono trasę tramwajową w dzielnicy Královo Pole z Muzeum Technicznego do nowej pętli Park Technologiczny (Technologický park), jednocześnie oddając do użytku łącznicę między nią a oddaloną o 400 m zajezdnią Medlánky.
W 2019 r. podpisano umowę na budowę trasy tramwajowej między dzielnicą Starý Lískovec a kampusem i szpitalem uniwersyteckim w dzielnicy Bohunice. Na linii o długości 900 m przewidziano tunel o długości 619 m. Inwestycję przewidziano zrealizować do końca 2022 r.
W 1992 rozpoczęto modernizację Tatr T3, a w 1996 przegubowych Tatr K2. W roku 1996 zaczęto także uzupełniać tabor o nowe modele – Tatra T6A5, Tatra T3R, Tatra RT6N1, Tatra KT8D5N oraz Tatra T3RF. 19 grudnia 1998 wycofano ostatnie dwa tramwaje Tatra T2. W 2002 na ulicach Brna pojawiły się cztery Tatry T3R.EV, a w 2003 Tatry T3R.PV. W 2003 rozpoczęto eksploatację pojazdów Škoda 03 T. W 2004 zakupiono pierwsze wozy doczepne VV60LF, które w regularnej eksploatacji używane są od 2005. Jeden z nich jeździ w składzie T3R.EV + VV60LF + T3R.EV, który ze względu na swą długość (ponad 40 m) musiał uzyskać specjalne pozwolenie od Urzędu Kolejowego (czes.Drážní úřad). Pod koniec 2006 oddano do użytku pierwsze Vario LF, a rok później (w październiku 2007) dodano pierwszy z dwunastu zamówionych niskopodłogowych tramwajów Škoda 13 T. Od kwietnia 2008 wszystkie cztery wozy doczepne VV60LF jeżdżą w składach Vario LF + VV60LF + T3R.EV. Sierpień 2008 r. to początek eksploatacji przegubowych, niskopodłogowych Vario LF2. Od czerwca do listopada 2008 r. trwały próbne jazdy jednego z długoterminowo odstawionych tramwajów Tatra RT6N1, które zakończyły się wydaniem przez Urząd Kolejowy certyfikatu i zgody na dalszą eksploatację w dniu 19 grudnia.

## Plany na przyszłość
Od kilkunastu lat planuje się budowę Brneńskiej Średnicy Tramwajowej (czes. Brněnský tramvajový diametr, Severojižní tramvajový diametr) z dzielnicy Královo Pole i Bystrc do portu lotniczego z podziemnym odcinkiem w centrum, mającym charakter metra. Projekt ten, zawarty m.in. w dokumencie Dopravní politika města Brna (pol. Polityka transportowa miasta Brna), jest dosyć kosztowny, skomplikowany technicznie i ma poparcie tylko części mieszkańców, przez co jego realizacja stoi pod dużym znakiem zapytania.
Ponadto planuje się przedłużenie istniejących linii szybkiego tramwaju w dzielnicach Bystrc i Lesná. W dalszej przyszłości może też dojść do zmiany układu linii tramwajowych w południowej części śródmieścia, jeżeli dojdzie do rozważanej budowy nowego dworca głównego.
Do roku 2020 w Brnie planowane są cztery nowe trasy tramwajowe:
- przedłużenie linii z Bystrycu do osiedla Kamechy. Analizowane są dwa warianty poprowadzenia trasy- tunelem pod osiedlem lub wzdłuż ulicy Vejrostovej. Przystanek końcowy będzie zlokalizowany w pobliżu jeziora Žabětín;
- nowa linia tramwajowa od przystanku Osová do kampusu Uniwersytetu Masaryka w Bohunicach. Trasa prowadzona tunelem miałaby przystanek końcowy przy szpitalu wydziału lekarskiego Uniwersytetu Masaryka. Będzie to drugi przystanek końcowy w Brnie po Mifkovej w Líšni nie kończący się pętlą;
- sieć linii prowadząca do planowego nowego kolejowego dworca głównego przy ulicy Rosickiej. Linie miałyby być poprowadzone od Nowych Sadów przez Úzką i Trnitu do Rosickiej, oraz z Plotní, Zvonařską do Trnity i dalej do Rosickiej;
- przedłużenie linii z osiedla Štefánika i przystanku Čertova rokle do osiedla Lesná.

## Linie

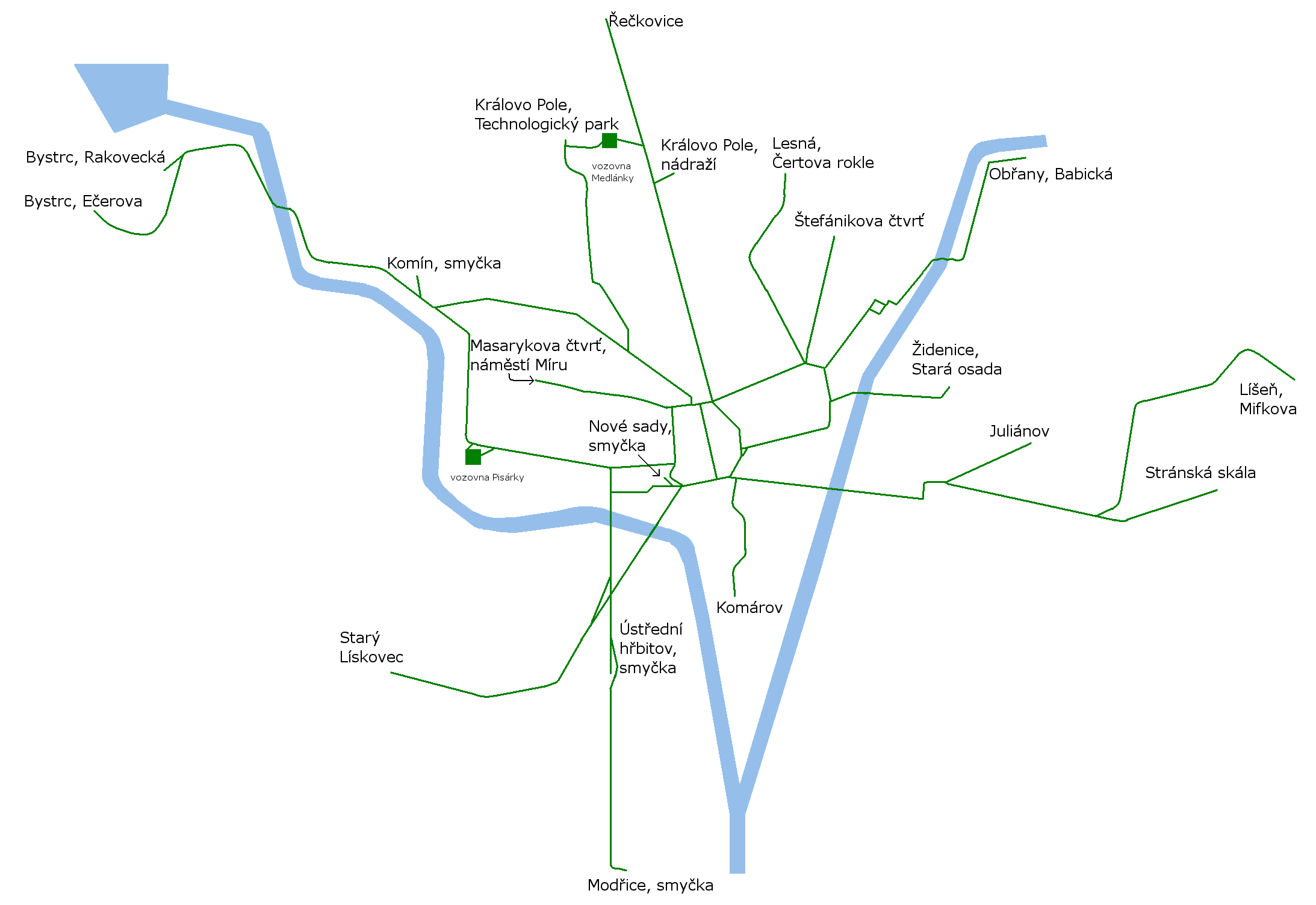
Sieć tramwajowa w Brnie

W Brnie istnieje jedenaście linii tramwajowych (wyłącznie dziennych) oznaczonych numerami od 1 do 6 i od 8 do 12. Wszystkie brneńskie trasy tramwajowe są dwutorowe, a na pobudowanych w latach 70. i 80. osiedlach mieszkaniowych są to bezkolizyjne odcinki szybkiego tramwaju. Brneńska sieć tramwajowa jest pod względem długości torowisk drugą pod względem wielkości w Czechach (po praskiej), a pod względem liczby i długości linii – trzecią (po praskiej i ostrawskiej).
Transport zbiorowy w stolicy Moraw, w tym również tramwaje, wchodzi w skład Zintegrowanego Systemu Transportowego Kraju Południowomorawskiego (czes. Integrovaný dopravní systém Jihomoravského kraje, IDS JMK). Jest on podzielony na kilkadziesiąt stref taryfowych. Obszar miasta wchodzi w skład stref nr 100 i 101.
Linie tramwajowe (1 stycznia 2015):
W przypadku szybkiego tramwaju podano kursywą ulice w pobliżu której przebiega linia.
Pochylone nazwy pętli oznaczają, że wariantowo do tej pętli linia jest skrócona.
| Numer | Trasa |
| ----- | --- |
| 1     | Bystrc, Ečerova – Vejrostova – Stará dalnice – Obvodová – Bystrcký most – Kníníčská – Bystrcká – Kníníčská – Žabovřeská – Hlinky – Veletržní – Mendlovo nám. – Křížová – Václavská – Hybešova – Nové sady – Nádražní – Benešova – Dívadelní – Malínovského nám. – Rooseveltova – Moravské nám. – Lidická – Štefánikova – Palackého třída – Kuřimská – Banskobystrická – Řečkovice                                                      |
| 2     | Stará osada – Bubeníčkova – Zábrdovická – Cejl – Malínovského nám. – Benešova – Nádražní – Nové sady – Hybešova – Václavská – Křížová – Kamenný most – Videňská – Ustřední hřbitov – Videňská – Modřice: Videňská (R52) – Modřice, smyčka |
| 3     | Stará osada – Bubeníčkova – Zábrdovická – Vranovská – Přadlávská – Merhautova – M. Hořákové – Moravské nám. – Joštova – Česká – Žerotinovo nám. – Veveří – Konečného nám – Veveří – Minská – Burianovo nám. – Horova – Rosického nám. – Sochorova – Kníníčská – Komín, smyčka – Kníníčská – Bystrcká – Kníníčská – Bystrcký most – Obvodová – Stará dalnice – Vejrostova – Bystrc, Rakovecká                                           |
| 4     | Masarykova čtvrť, Náměstí Míru – Údolní – Komenského nám. – Joštova – Moravské nám. – Rašinova – Nám. Svobody – Masarykova – Nádražní – Benešova – Malínovského nám. – Cejl – Vranovská – Mostecká (powrót: Svítavská) – Nováčkova – Dačického – Dukelská třída – Tomkovo nám. – Valchařská – Maloměřický most – Valchařská – Selská – Obřanská – Obřany, Babická                                                                      |
| 5     | Štefánikova čtvrť – Merhautova – M. Hořákové – Moravské nám. – Česká – Husova – Šilingrovo nám. – Pekařská – Mendlovo nám. – Křížová – Kamenný most – Videňská – Ustřední hřbitov |
| 6     | Královo Pole, nádraží – Budovcova – Kosmova – Palackého třída – Štefánikova – Lidická – Moravské nám. – Česká – Husova – Šilingrovo nám. – Pekařská – Mendlovo nám. – Křížová – Kamenný most – Videňská – Renneská třída – Jihlavská – Dlouhá – Švermova – Osová – Vltavská – Karpatská – Valašská – U Hřiště – Jemelkova – Starý Lískovec                                                                                             |
| 8     | Líšeň, Mifkova – stacja Líšeň, Jírova – Kotlanova – Masarova – Goldova – Novolíšeňska – Křtinská – Líšeňska – Jedovnická – Ostravská – Škroupova – Nezamyslova – Táborská – Životského (powrót: Porhajmova) – Olomoucká – Zderadův most – Křenová – Nádražní – Nové sady – Novosadský most – Renneská třída – Renneská třída – Jihlavská – Dlouhá – Švermova – Vltavská – Karpatská – Valašská – U Hřiště – Jemelkova – Starý Lískovec |
| 9     | Lesná, Čertova rokle – Halasovo nám. – Lesnická – Jugoslávská – Nám. 28. října – Moravské nám. – Česká/Rašínova – Nám. Svobody – Hlavní nádraží – Životského – Otakara Ševčíka – Dělnický dům – Juliánov |
| 10    | Stránská skála – d. linia kolejowa Černovice-Líšeň – Ostravská – Škroupova – Nezamyslova – Táborská – Životského (powrót: Porhajmova) – Olomoucká – Zderadův most – Křenová – Nádražní – Nové sady |
| 11    | Lesná, Čertova rokle – Brožíkova – Okružní – Halasovo nám. – třída Generála Píky – Lesnická – Jugoslávská – Merhautova – M. Hořákové – Moravské nám. – Joštova – Česká – Žerotinovo nám. – Veveří – Konečného nám – Veveří – Minská – Burianovo nám. – Horova – Rosického nám. – Sochorova – Kníníčská – Komín, smyčka – Kníníčská – Bystrcká – Kníníčská – Bystrcký most – Obvodová – Bystrc, Rakovecká                               |
| 12    | Technologický park – Červinkova – Skácelova – Klusáčkova – Konečného nám. – Česká – Nové sady – Hlavní nádraží – Úzká – Zvonařka – Svatopetrská – Komárov |

## Infrastruktura

### Zajezdnie

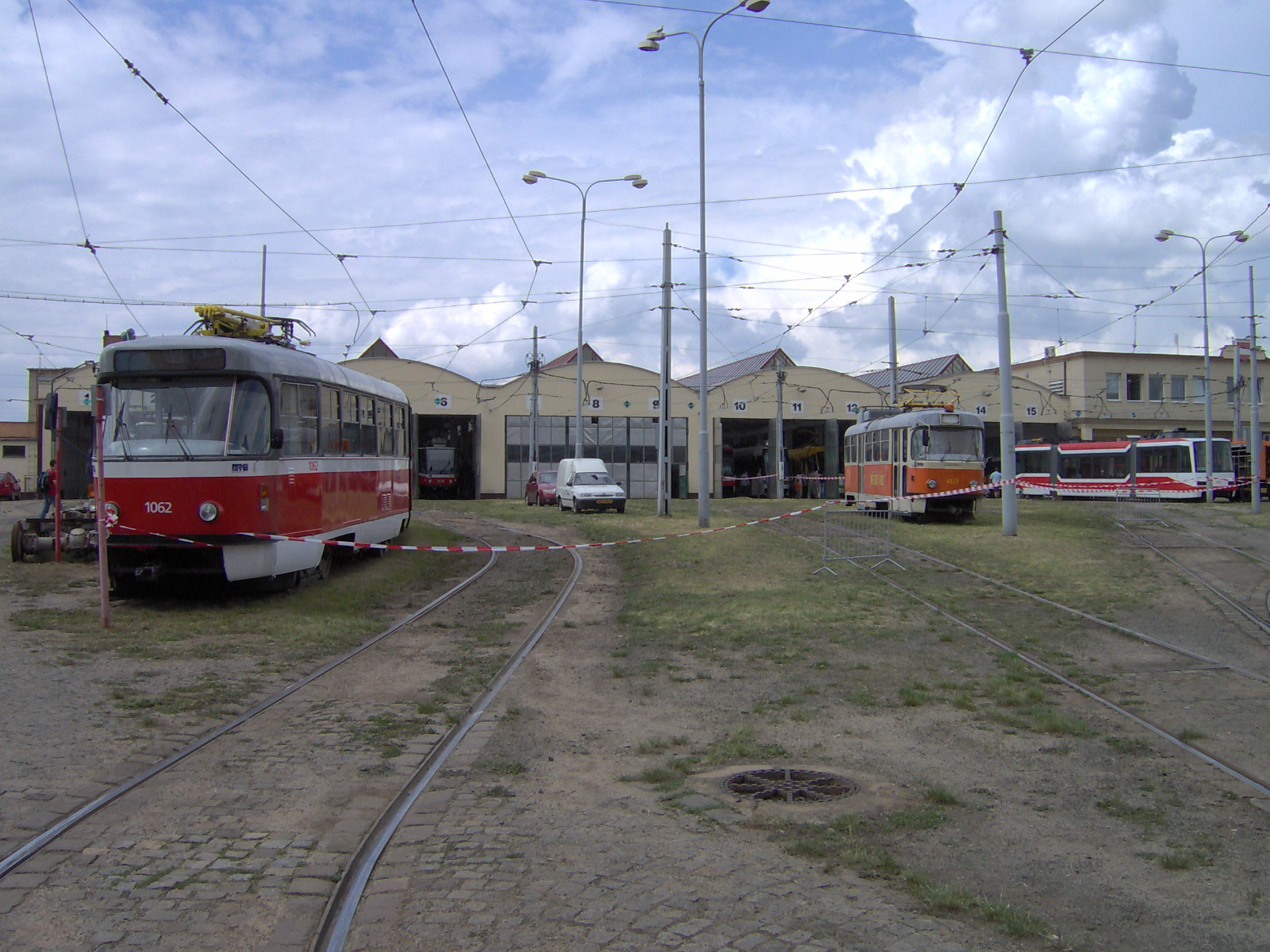
Zajezdnia Medlánky

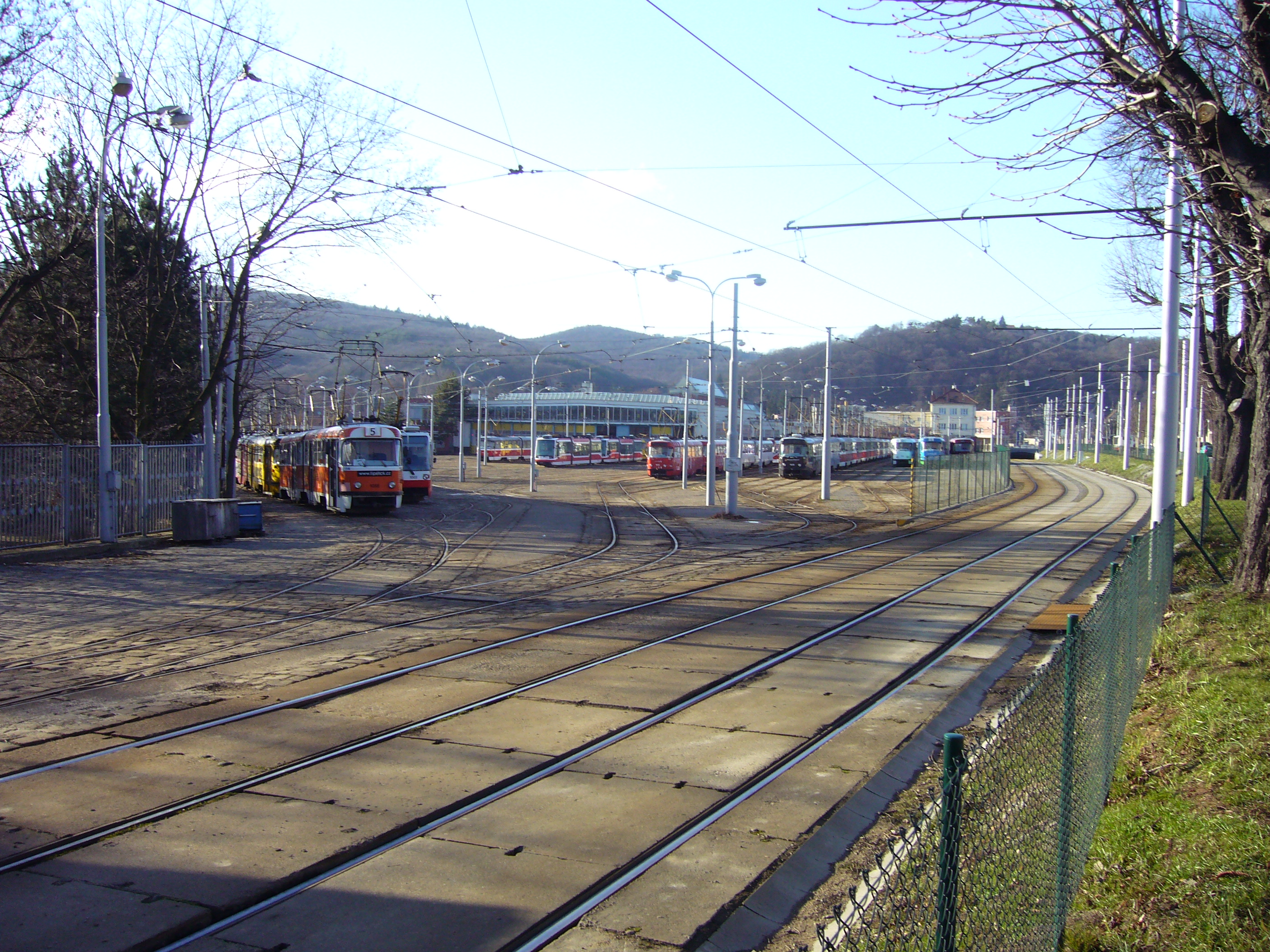
Zajezdnia Pisárky

Obecnie w Brnie znajdują się dwie zajezdnie tramwajowe:
- Zajezdnia Medlánky (do 1996 r. Zajezdnia Královo Pole) – znajduje się w północnej części Králova Pole, przy ulicy Hudcovej. Powstała w latach 1953–1958, zastępując starą zajezdnię przy ul. Palackiego. W styczniu 2009 w zajezdni Medlánky znajdowało się 156 tramwajów używanych w regularnej eksploatacji oraz 6 wozów muzealnych. Poza tramwajami zajezdnię zajmują autobusy miejskie (w latach 1958–1964 także trolejbusy). Mieszczą się tu również zakłady naprawcze tramwajów (trolejbusów do 1972, autobusów do 1980).
- Zajezdnia Pisárky – znajduje się w dzielnicy Pisárky, przy ul. Hlinky, w sąsiedztwie terenów wystawienniczych Targów Brneńskich. Powstała w latach 1898–1900 w miejscu wcześniejszych zajezdni tramwajów konnych i parowych. W styczniu 2009 w zajezdni Pisárky znajdowało się 159 tramwajów. Oprócz nich w zajezdni przechowywane są trzy autobusy DPMB używane przez szkołę nauki jazdy.

Na przestrzeni istniały jeszcze w Brnie trzy zajezdnie:
- na ul. Mareša w ścisłym centrum miasta – dla tramwajów konnych, zlikwidowana w 1872; na przełomie XIX i XX w. jej teren został zabudowany kamienicami czynszowymi;
- Královo Pole przy ul. Palackiego, w pobliżu budynku Semilassa – eksploatowana w latach 1900–1953 (wcześniej także dla tramwajów konnych); przebudowana na podstację elektryczną;
- Husovice przy ul. Dačického – zbudowana w latach 1927–1929, od 1971 trolejbusowa.

### Podstacje
W Brnie znajduje się dwadzieścia osiem podstacji elektrycznych (szesnaście stabilnych, dziewięć kontenerowych, dwie podziemne i jedna mobilna), które zasilają również sieć trolejbusową. Wszystkie od początku istnienia działają w systemie prądu stałego o napięciu 600 V. W odróżnieniu od większości innych sieci tramwajowych, biegun ujemny doprowadzony jest do sieci jezdnej, a biegun dodatni do sieci powrotnej.

## Tabor
Brno ma najbardziej zróżnicowany tabor w całych Czechach – po mieście jeździ dziesięć różnych modeli tramwajów. Jako wozy służbowe eksploatowane są trzy tramwaje Tatra T2R i dwie Tatry T3. W ruchu pasażerskim Dopravní podnik města Brna ma obecnie (2016) do dyspozycji 292 wozów tramwajowych, w tym 131 niskopodłogowe:
| Zdjęcie       | Typ          | Modyfikacje i podtypy                                       | Lata dostaw | Liczba (na 10. 1. 2025) |
| ------------- | ------------ | ----------------------------------------------------------- | ----------- | ----------------------- |
| Tatra T3M     | Tatra T3     | Tatra T3G, Tatra T3R, Tatra T3P, Tatra T3R.EV, Tatra T3R.PV | 1967–2006   | 42                      |
| Tatra K2      | Tatra K2     | Tatra K2P                                                   | 1967–1983   | 1                       |
| Tatra KT8D5SU | Tatra KT8D5  | Tatra KT8D5R.N2                                             | 1986–2003   | 22                      |
| Tatra T6A5    | Tatra T6A5   | Tatra T6A5                                                  | 1996        | 40                      |
| Tatra KT8D5N  | Tatra KT8D5N | Tatra KT8D5N                                                | 1998–1999   | 7                       |
| Škoda 03T     | Škoda 03T    | Škoda 03T                                                   | 2003–2006   | 13                      |
| Tatra K3R-N   | Tatra K3R-N  | Tatra K3R-N                                                 | 2004–2006   | 4                       |
| VarioLFR.E    | Vario LF     | VarioLFR.E                                                  | 2006–2018   | 32                      |
| Škoda 13T     | Škoda 13T    | Škoda 13T                                                   | 2007–2016   | 49                      |
| VarioLF2R.E   | Vario LF2    | VarioLF2R.E                                                 | 2008–2018   | 32                      |
|               | EVO2         | EVO2                                                        | 2020–2024   | 35                      |
|               | Škoda 45T    | Škoda 45T                                                   | 2022–2023   | 5                       |

## Muzeum

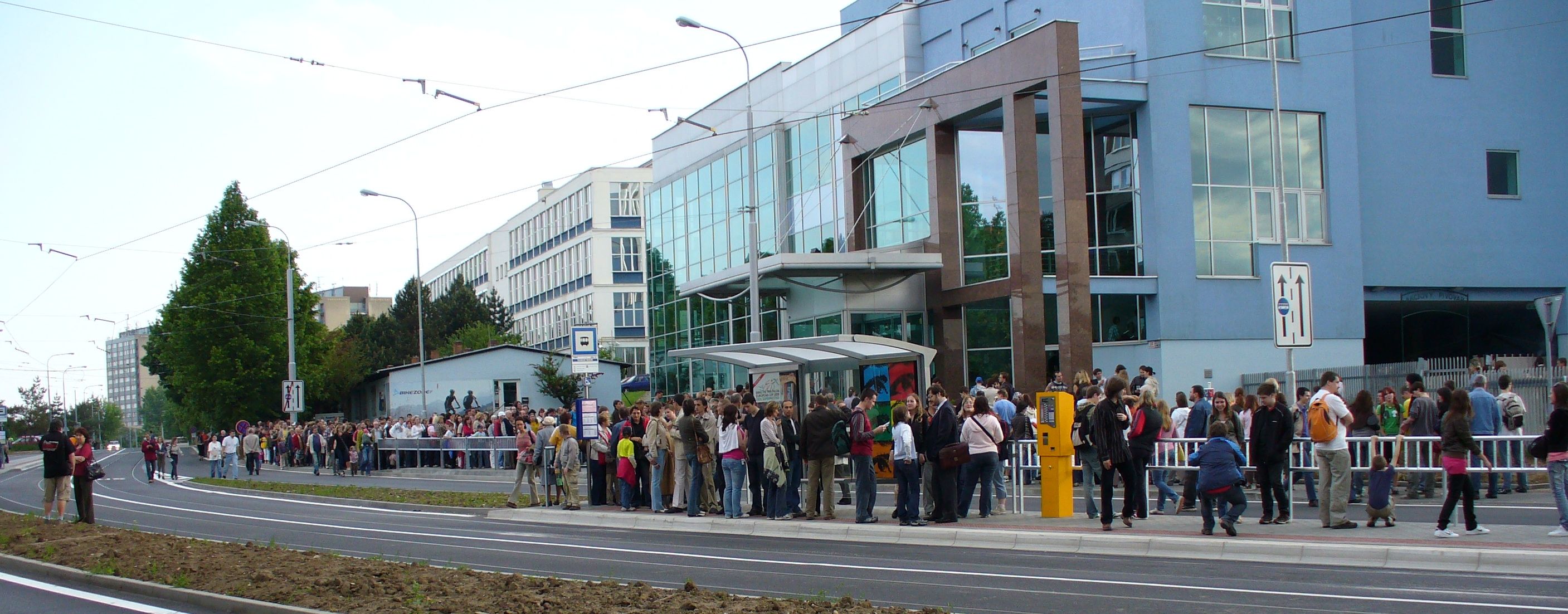
Siedziba Muzeum Technicznego

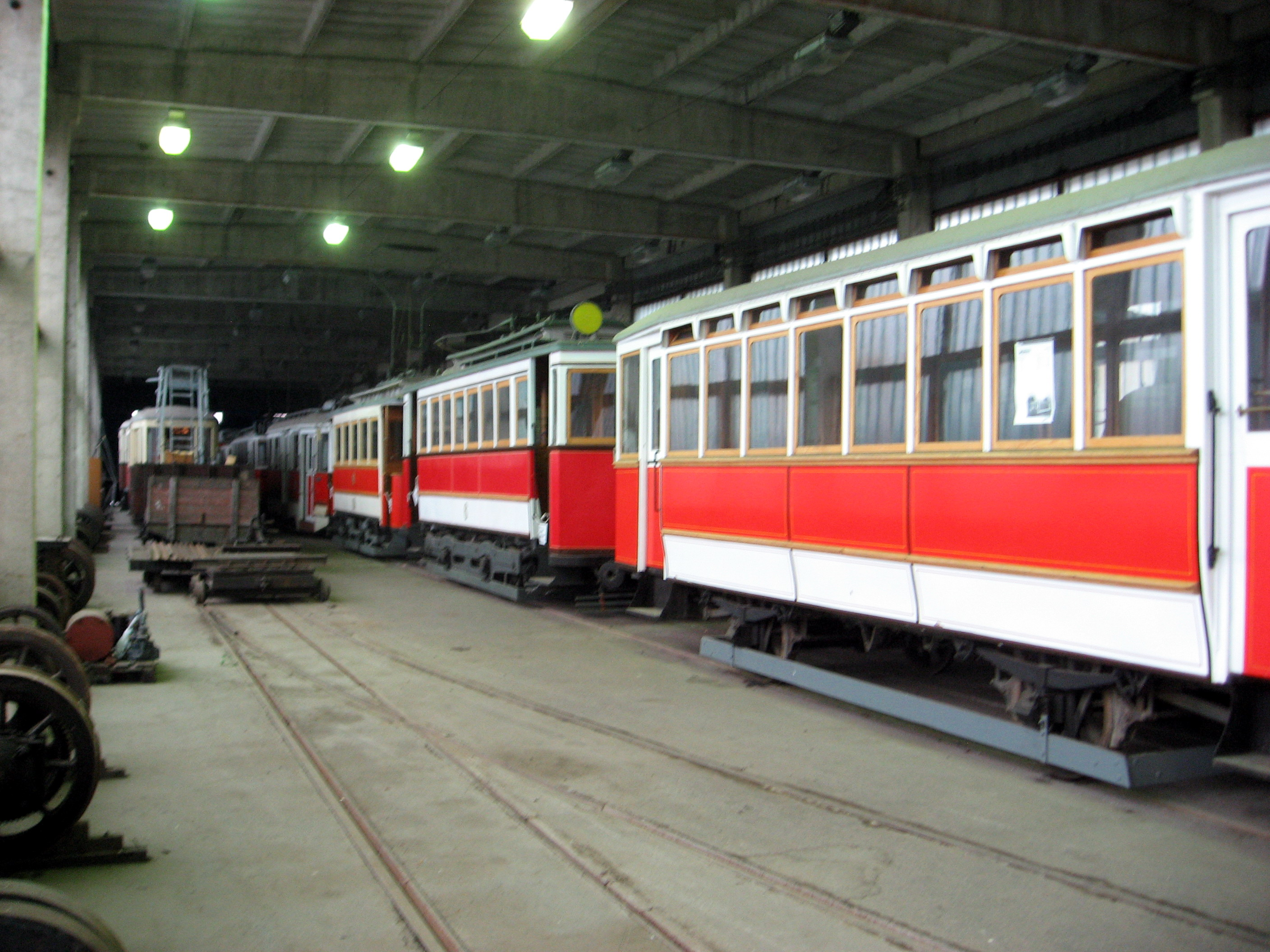
Zabytkowe tramwaje w halach w Líšniu

DPMB jest właścicielem trzech zabytkowych wozów tramwajowych umieszczonych w zajezdni Medlanky. Są to:
- wóz doczepny nr 215
- nr 107 z 1943 r.
- nr 134 – 4MT wyprodukowany na początku lat 50. XX wieku w miejscowych Zakładach Kralowopolskich (KPS)
- wóz doczepny nr 313
- nr 4058 – 4MT wyprodukowany na początku lat 50. XX wieku w miejscowych Zakładach Kralowopolskich (KPS)
- nr 1435 – Tatra T2
- nr 1525 – Tatra T3
- nr 1123 – Tatra K2YU

Inne zabytkowe pojazdy komunikacji miejskiej (około 90 tramwajów, trolejbusów, autobusów, przyczep autobusowych i pojazdów specjalnych) należą do założonego w 1948, na bazie wcześniejszej placówki, Muzeum Technicznego w Brnie, mającego siedzibę przy ul. J. Purkiniego (Purkyňova) w dzielnicy Královo Pole.
Tramwaje umieszczone są w dwóch halach przy ul. Holzovej, w sąsiedztwie dawnej stacji kolejowej „Líšeň” na trasie zlikwidowanej linii kolejowej Černovice – Líšeň. Trzy muzealne tramwaje, w tym lokomotywa parowa Caroline i skład tramwaju konnego, zostały przewiezione do zajezdni Medlanki, która w przeciwieństwie do liszeńskich hal, ma połączenie z resztą sieci. W planach, których realizacja odkładana jest z powodów finansowych, jest utworzenie muzealnej linii tramwajowej po trasie d. linii kolejowej Černovice – Líšeň. Część zbiorów przechowywana jest również w hali w dzielnicy Řečkovice, otwartej wyłącznie podczas dni otwartych organizowanych raz w roku.